# Михалково (Николаевская область)
Михалково (укр. Михалкове) — село в Кривоозерском районе Николаевской области Украины.
Основано в 1780 году. Население по переписи 2001 года составляло 281 человек. Почтовый индекс — 55110. Телефонный код — 5133. Занимает площадь 1,421 км².

## Местный совет
55110, Николаевская обл., Кривоозерский р-н, с. Мазурово, ул. Щербатого, 92

## Известные уроженцы
- Еремеев, Борис Романович — Герой Советского Союза, генерал-майор танковых войск